# The Seventh One
| Recensione | Giudizio |
| ---------- | -------- |
| AllMusic   |          |

The Seventh One è il settimo album in studio del gruppo musicale statunitense Toto, pubblicato l’8 febbraio 1988 dalla Columbia Records.

## Descrizione
Prima dell'uscita del disco, Steve Porcaro abbandonò la band per proseguire come solista (principalmente per dedicarsi alla composizione di colonne sonore), tuttavia continuerà a collaborare attivamente con il gruppo, tanto che nel tour mondiale a supporto del disco sarà comunque presente sul palco assieme ai suoi due fratelli e al resto della band, suonando tastiere e sintetizzatori.
The Seventh One raggiunse il 64º posto della Billboard 200 negli Stati Uniti, soprattutto grazie ai singoli Pamela, che arrivò al 22º nella Billboard Hot 100, e Stop Loving You (nei cori anche Jon Anderson, cantante degli Yes) che ebbe forte successo anche in Europa.
In Italia l'album arrivò alla 14ª posizione nella classifica di vendite, risultando il 62º album più venduto durante il 1988.

## Tracce
Lato A
1. Pamela – 5:11 (David Paich, Joseph Williams)
2. You Got Me – 3:13 (David Paich, Joseph Williams)
3. Anna – 4:55 (Steve Lukather, Charles Randolph Goodrum)
4. Stop Loving You – 4:30 (David Paich, Steve Lukather)
5. Mushanga – 5:37 (David Paich, Jeff Porcaro)

Lato B
1. Stay Away – 5:32 (David Paich, Steve Lukather)
2. Straight for the Heart – 4:12 (David Paich, Joseph Williams)
3. Only the Children – 4:11 (David Paich, Joseph Williams, Steve Lukather)
4. A Thousand Years – 4:53 (David Paich, Joseph Williams, Mark Williams)
5. These Chains – 5:01 (Steve Lukather, Charles Randolph Goodrum)
6. Home of the Brave – 6:48 (David Paich, Joseph Williams, Steve Lukather, Jimmy Webb)

Traccia bonus nell'edizione giapponese su CD
1. The Seventh One – 6:20 (David Paich, Joseph Williams)

## Formazione
Gruppo
- Joseph Williams – voce solista (eccetto tracce 3 e 10)
- Steve Lukather – chitarra, voce solista (tracce 3 e 10)
- David Paich – tastiera, arrangiamento ottoni (traccia 2), arrangiamento strumenti ad arco (tracce 3, 9-11), direzione strumenti ad arco (tracce 9 e 10), voce solista (traccia 11)
- Mike Porcaro – basso
- Jeff Porcaro – batteria, percussioni

Altri musicisti
- Steve Porcaro – tastiera
- Tom Kelly – cori (tracce 1 e 8)
- Joe Porcaro – vibrafono (tracce 1 e 10), percussioni (tracce 3 e 5)
- Tom Scott – arrangiamento ottoni (tracce 1, 4 e 10)
- Patti Austin – cori (tracce 2, 5 e 7)
- Michael Fisher – percussioni (tracce 3 e 4)
- Jon Anderson – cori (traccia 4)
- Jim Horn – flauto (traccia 4), sassofono (traccia 7)
- Tom Scott – sassofono (traccia 1, 2, 4, 10)
- Chuck Findley – sassofono (traccia 1, 2, 4 e 10)
- Gary Grant – sassofono (tracks 1, 2, 4 e 10)
- Marty Paich – arrangiamento aggiuntivo e direzione archi (traccia 3), direzione strumenti ad arco (traccia 11)
- Linda Ronstadt – cori (traccia 6)
- Cyndi Lauper – cori (traccia 3, 6, 9 e 11)
- Fergie Frederiksen – cori (traccia 5 e 10)
- David Hungate – basso (traccia 2 e 10)